# Adabas
Adabas (ang. Adaptable Database System) – system zarządzania bazą danych opracowany przez Software AG.
Początkowo został zaprojektowany w 1971 roku do pracy na komputerach typu mainframe firmy IBM (S/370), później przeniesiony na inne platformy, głównie uniksowe.